# Hội kỳ Liên Hợp Quốc
Hội kỳ Liên Hợp Quốc được thông qua vào ngày 7 tháng 12 năm 1946 và bao gồm biểu tượng chính thức của Liên Hợp Quốc màu trắng trên nền màu xanh.

## Thiết kế

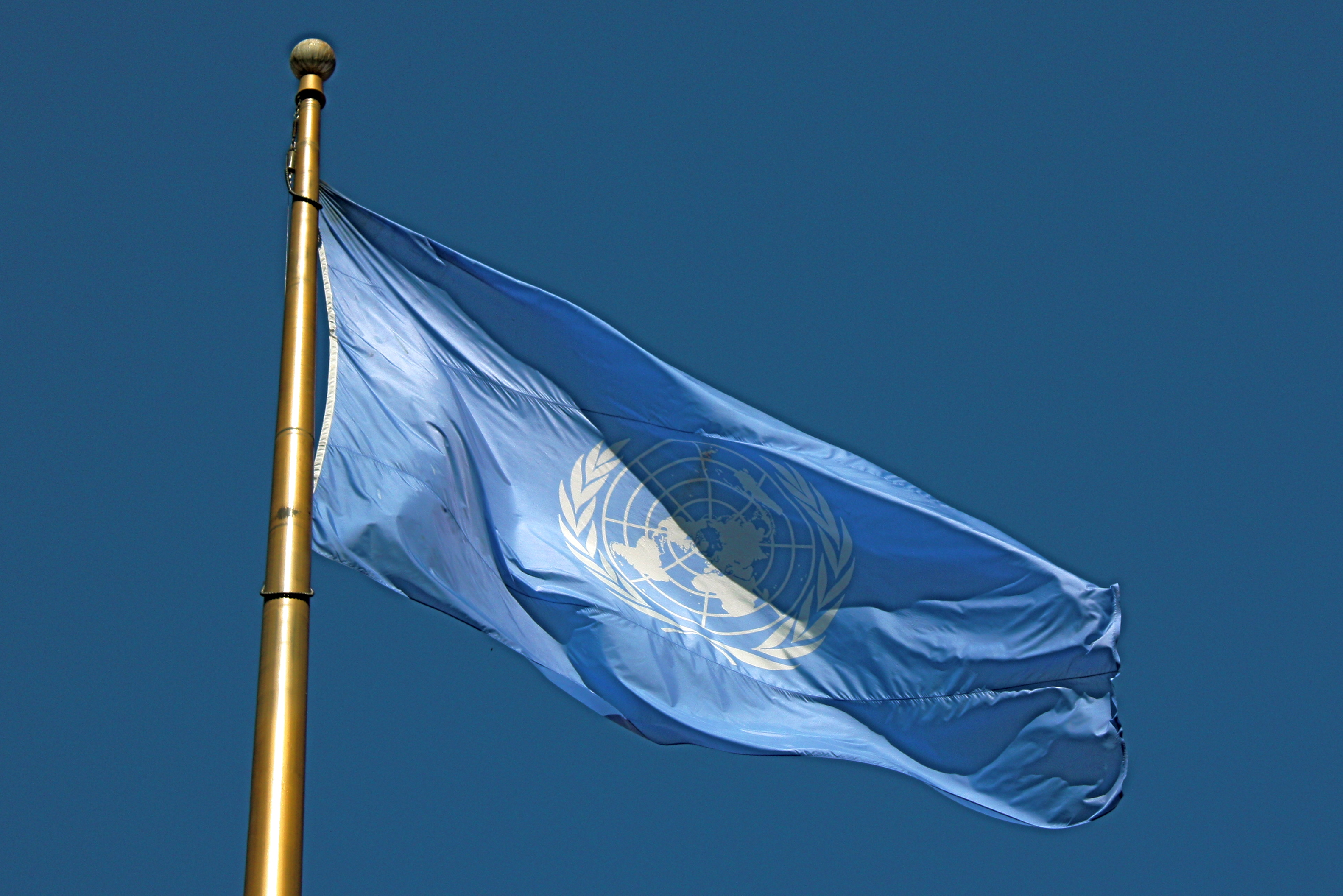
Lá cờ bay tại United Nations Plaza ở Civic Center, San Francisco, California

Thiết kế của biểu tượng được mô tả là:
Một bản đồ thế giới được biểu hiện bởi một phép chiếu đẳng thức phương vị tập trung ở Bắc Cực, được in bên trong một vòng hoa bao gồm các nhánh cây vắt chéo tiêu chuẩn của cây ô liu,... Hình chiếu của bản đồ kéo dài đến 60 độ vĩ nam và bao gồm năm vòng tròn đồng tâm. 
-- Con dấu chính thức và biểu tượng của Liên hợp quốc, Báo cáo của Tổng thư ký, 15 tháng 10 năm 1946.

Nhánh ô liu là một biểu tượng cho hòa bình, và bản đồ thế giới đại diện cho tất cả mọi người và các quốc gia trên thế giới.
Trắng và xanh là màu chính thức của Liên hợp quốc.

## Lịch sử
Các nhà tổ chức của Hội nghị Liên hợp quốc về Tổ chức Quốc tế năm 1945 tại San Francisco, California muốn có một phù hiệu được chế tạo thành một chiếc ghim để xác định các đại biểu. Bộ trưởng Ngoại giao Hoa Kỳ Edward Stettinius, Jr. là chủ tịch của phái đoàn Hoa Kỳ nhận ra rằng một thiết kế tạm thời có thể trở thành biểu tượng thường trực của Liên Hợp Quốc. Ông đã thành lập một ủy ban do Oliver Lundquist đứng đầu, để phát triển thiết kế bao gồm một bản đồ thế giới được bao quanh bởi những chiếc lá từ một thiết kế được tạo ra bởi Donal McLaughlin.
Trước đây, McLaughlin từng làm giám đốc đồ họa cho Cơ quan Tình báo chiến lược, trước CIA. Phép chiếu tương đương phương vị được sử dụng trong thiết kế của ông bị ảnh hưởng nặng nề bởi các bản đồ được tạo ra trong Thế chiến II bởi Richard Edes Harrison, một người vẽ bản đồ nổi tiếng làm việc cho Fortune và Life.
Màu xanh xuất hiện trong nền của thiết kế được chọn là "đối lập với màu đỏ, màu chiến tranh", mặc dù sắc thái chính xác chưa bao giờ được Liên Hợp Quốc quy định chính thức. Màu sắc ban đầu mà nhóm chọn năm 1945 là màu xanh xám khác với cờ Liên Hợp Quốc hiện tại. Hình quả cầu có thiết kế ban đầu theo hình chiếu phương vị tập trung vào Bắc Cực, với Hoa Kỳ quốc gia chủ nhà của hội nghị nằm ở vị trí trung tâm. Phép chiếu dự tính cắt đứt một phần của Nam Bán cầu ở vĩ độ của Argentina, điều đó có thể chấp nhận được vào thời điểm đó, vì Argentina không có kế hoạch trở thành thành viên ban đầu của Liên hợp quốc. Dự tính sau đó đã được thay đổi để không có quốc gia nào nổi bật trong quốc kỳ. Logo trong thiết kế hiện tại được chia đôi ở trung tâm bởi Kinh tuyến gốc và Đường đổi ngày quốc tế.
Năm 1946, một ủy ban UNO có nhiệm vụ đưa ra một thiết kế xác định, được trình bày vào ngày 2 tháng 12 năm 1946 và được thông qua bởi phiên họp toàn thể của UNO vào ngày 7 tháng 12 năm 1946. Phiên bản trước đó có quả cầu 90 độ quay về hướng đông so với cờ hiện tại, có Kinh tuyến gốc và Đường đổi ngày quốc tế tạo thành đường kính dọc. Theo thông cáo báo chí, sự thay đổi đã được thực hiện để di chuyển Bắc Mỹ ra khỏi trung tâm của biểu tượng.

## Sử dụng
Theo Công ước về An toàn của Liên hợp quốc và Thành viên liên quan, biểu tượng và cờ của Liên hợp quốc có thể được thành viên và Lực lượng thực thi sứ mệnh gìn giữ hòa bình của Liên Hợp Quốc sử dụng như một dấu hiệu bảo vệ để ngăn chặn các cuộc tấn công trong một cuộc xung đột vũ trang.
Cờ Liên Hợp Quốc cũng có thể được treo dưới dạng cờ đồn trú với cờ quốc gia khác. Kích thước cờ dùng trong quân đội là 10 foot X 30 foot.

## Cờ phái sinh

### Các cơ quan, tổ chức
| Hình ảnh | Tên thực thể                                        | Tên thực thể viết tắt | Mô tả hình ảnh |
| -------- | --------------------------------------------------- | --------------------- | --- |
|          | Cơ quan Năng lượng Nguyên tử Quốc tế                | IAEA                  | IAEA có một lá cờ với màu sắc và cành ô liu giống như Liên Hợp Quốc. Biểu tượng trung tâm là mô hình Bohr của nguyên tử Beryllium với bốn electron thay cho bản đồ thế giới. IAEA hoạt động độc lập nhưng báo cáo với Liên Hợp Quốc. |
|          | Tổ chức Hàng không Dân dụng Quốc tế                 | ICAO                  | Lá cờ Liên Hợp Quốc với đôi cánh phi công. |
|          | Tổ chức Lao động Quốc tế                            | ILO                   | Lá cờ Liên Hợp Quốc nhưng thay thế bản đồ bằng một hình bánh răng bị gián đoạn với các chữ cái "ILO" bên trong nó. |
|          | Tổ chức Hàng hải Quốc tế                            | IMO                   | Lá cờ Liên Hợp Quốc nhưng hình ảnh bản đồ được thu nhỏ và hai chiếc mỏ neo bắt chéo phía sau. |
|          | Liên minh Viễn thông Quốc tế                        | ITU                   | Có logo ITU là một quả địa cầu, tia sét và chữ "ITU". |
|          | Tổ chức Giáo dục, Khoa học và Văn hóa Liên Hợp Quốc | UNESCO                | Có màu sắc giống cờ Liên Hợp Quốc; biểu tượng của tổ chức là một ngôi đền Parthenon của Hy Lạp, đại diện cho khoa học, giáo dục và văn hóa. 6 cột được tạo thành từ các chữ viết tắt của tên tổ chức.                                |
|          | Quỹ Nhi đồng Liên Hợp Quốc                          | UNICEF                | Có lá ô liu và hình quả địa cầu của Liên Hợp Quốc nhưng có hình phụ nữ và đứa bé cách điệu thay cho bản đồ thế giới thật. |
|          | Liên minh Bưu chính Quốc tế                         | UPU                   | Lá cờ Liên Hợp Quốc màu xanh có logo của tổ chức màu trắng. |
|          | Tổ chức Y tế Thế giới                               | WHO                   | Lá cờ Liên Hợp Quốc với cây gậy của Asclepius. |
|          | Tổ chức Khí tượng Thế giới                          | WMO                   | Lá cờ Liên Hợp Quốc với một bông hồng la bàn và các chữ cái "OMM/WMO" trên đỉnh của hình cầu. |
|          | Chương trình Lương thực Thế giới                    | WFP                   | Có lá ô liu của lá cờ Liên Hợp Quốc, với một bàn tay nắm hạt ở giữa, thay cho quả địa cầu. Màu trắng/xanh của cờ Liên Hợp Quốc được đảo ngược.                                                                                       |

### Quốc kỳ quốc gia
- Quốc kỳ Somalia, với biểu tượng trung tâm là một ngôi sao năm cánh, sử dụng màu xanh và trắng của UN để vinh danh sự giúp đỡ của Liên Hợp Quốc đã thúc đẩy Ý trao trả độc lập cho Somalia năm 1966.[12][13]
- Chính quyền UNTAC của Campuchia đã sử dụng màu xanh và trắng của UN.[14]

Somalia
Campuchia (1992–1993)

### Cờ đề xuất
- Có lẽ lá cờ được đề xuất phổ biến nhất là Cờ Nam Cực (thiết kế của Graham Bartram) sử dụng màu sắc cờ của lá cờ Liên Hợp Quốc, bao gồm một màu trắng đơn giản của lục địa trên nền màu xanh.
- Một số đề xuất cờ của Bosnia và Herzegovina sử dụng màu cờ Liên hợp quốc.
- Cờ của Hội đồng Nghị viện Liên Hợp Quốc sử dụng cùng màu sắc, các nhánh ô liu và sử dụng các yếu tố bản đồ toàn cầu để tạo ra băng ghế nghị viện.
- Cốt truyện của tiểu thuyết Lịch sử Tương lai năm 1946 When Smuts Goes, của tác gia Arthur Keppel-Jones, lên đến đỉnh điểm với sự can thiệp quân sự do Liên Hợp Quốc bảo trợ tiến hành ở Nam Phi để lật đổ sự cai trị của thiểu số Người Da Trắng. Trong cuốn sách, các lực lượng Liên Hợp Quốc được mô tả là treo một "Lá cờ Four Freedoms" với 4 màu. Cuốn sách được xuất bản lần đầu tiên vào năm 1947, khi Liên Hợp Quốc đã thông qua lá cờ hiện tại, nhưng Keppel-Jones đã không cập nhật chi tiết này trong bản thảo của mình.

- Nam Cực (đề xuất)
- Bosnia và Herzegovina (đề xuất)
- Bosnia và Herzegovina (đề xuất)
- Bosnia và Herzegovina (đề xuất)
- Hội đồng Nghị viện Liên Hợp Quốc (đề xuất).

### Sử dụng ngoài Liên Hợp Quốc
- Cờ Liên Hợp Quốc được mô tả trong bối cảnh của cựu Tổng Thư ký Liên Hợp Quốc Dag Hammarskjöld được in trên tờ tiền giấy 1.000 SEK của Thụy Điển, loại tiền có mệnh giá cao nhất. Tiền giấy đã được lưu hành từ tháng 10 năm 2015.